# Clévacances

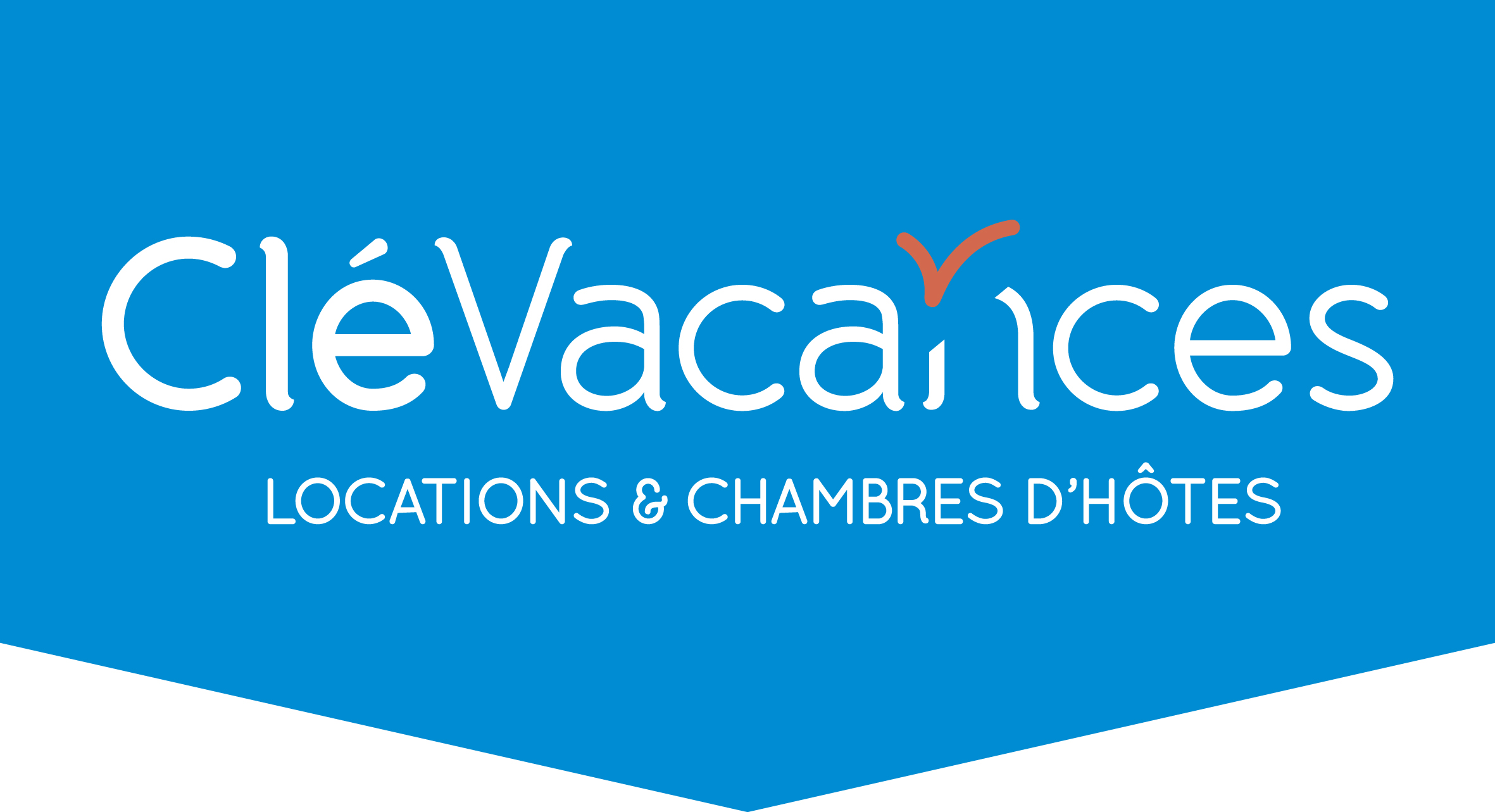
Logo Clévacances

Clévacances est une association, de promotion et de commercialisation d'hébergements touristiques (pour gîtes ou chambre d'hôtes) à la mer, à la montagne, à la campagne, en ville et en station thermale. Elle délivre une labellisation aux logements ou chambres proposés à la location par ses adhérents, en plus de leur proposer du conseil.  
Créé en 1995, le label Clévacances compte, plus de 12 000 propriétaires adhérents en 2017.  

## Historique
Clévacances est une association qui délivre un label, c'est-à-dire une certification sur la base d'un ensemble de critères de qualité imposés par l'association à des logements meublés de tourisme, locations de vacances, maisons, chalets, appartements, habitats de loisirs, résidences ou chambres d'hôtes.  
En septembre 1995 nait le label Clévacances, issu de la fusion de trois autres labels régionaux en France, :
- « Nid Vacances », en Bretagne ;
- « Meublés Confiance », en Languedoc-Roussillon ;
- « Cléconfort », sur les régions Aquitaine et Midi-Pyrénées.

L'arrêté du 23 avril 1997 officialise la vérification des classements des structures d'hébergement touristique à des organismes trois agréés dont la Fédération nationale des locations de France Clévacances.
En 2000 le label est présent dans 50 départements et lance son site internet[réf. nécessaire].
Dès 2002, Clévacances développe une offre thématique. Le premier « Autour du vin » sera suivi par « Les insolites » et « Destination pêche » (2006), puis « Bienvenue à la ferme » (2007), « Partir Ecolo » et « Bed and Business » (2008), « Thermalisme et Bien être » (2010)[réf. nécessaire].
Pour évoluer avec les tendances du secteur touristique, un nouveau site internet est lancé en 2014.
En 2015, 60 % des antennes locales sont gérées par des associations de propriétaires[réf. nécessaire].
En mars 2016, le site internet de Clévacances lance la réservation en ligne[réf. nécessaire].

## Démarche qualitative
La démarche qualitative de Clévacances est reconnue par les services compétents de l'État, Clévacances France devenant le 30 mai 1997, un des deux labels nationaux agréés par le Ministère du Tourisme. Cet agrément a été renouvelé le 12 juillet 2004.
La charte de qualité Clévacances fait référence aux critères définis dans l'arrêté ministériel de classement préfectoral des meublés de tourisme du 28 décembre 1976 modifié, notamment par l'arrêté du 8 janvier 1993 et celui du 1er avril 1997.
Depuis février 2007, une charte a été mise en place avec la collaboration de la Fédération Française de Pêche afin de labelliser des hébergements liés à la thématique Pêche[pertinence contestée]. Clévacances propose également des hébergements insolites[réf. souhaitée] tels que péniches, wagons-lits, roulottes, cabanes dans les arbres, etc.
Les principes de fonctionnement sont les suivants :
- une charte reprenant des critères spécifiques ;
- une tête de réseau nationale ;
- une antenne dans chaque département.

Les locations et chambres d'hôtes labellisées Clévacances sont présentes sur les quatre destinations : mer, montagne, ville et campagne. Leur qualité est assurée par l'octroi d'un niveau de confort, allant de 1 à 5 clés.

## Chiffres
En 2000, la structure regroupent environ 20 000 locations et environ 1800 chambres d'hôtes dans 60 départements,. En 2004, la fédération rassemble «  23 500 locations de vacances et 2 800 chambres », structurées autour de 79 associations départementales,. Le réseau assure en 2005 plus de 8 millions de nuitées.
La fédération revendique sur son site en 2015 « près de 18 000 locations de vacances et 5 000 chambres d’hôtes ». Son chiffre d'affaires est de 310 M€ .
En 2017, plus de 15 000 locations meublées et 5 000 chambres sont labellisées Clévacances en France métropolitaine et en Outre-Mer[réf. nécessaire].